# Sousceyrac
Sousceyrac is een plaats en voormalige gemeente in het Franse departement Lot in de regio Occitanie en telt 941 inwoners (2004). De plaats maakt deel uit van het arrondissement Figeac.

## Geschiedenis
Sousceyrac is op 1 januari 2016 gefuseerd met de gemeenten Calviac, Comiac, Lacam-d'Ourcet en Lamativie tot de gemeente Sousceyrac-en-Quercy.

## Geografie
De oppervlakte van Sousceyrac bedraagt 59,1 km², de bevolkingsdichtheid is 15,9 inwoners per km².
De onderstaande kaart toont de ligging van Sousceyrac met de belangrijkste infrastructuur en aangrenzende gemeenten.

## Demografie
Onderstaande figuur toont het verloop van het inwonertal.